# 叉形擬金眼鯛
叉形擬金眼鯛（學名：P. ypsilychnus），又稱叉形單鰭魚，為輻鰭魚綱鱸形目鱸亞目擬金眼鯛科的其中一個種，分布於印度西太平洋澳洲北部海域，從西澳大利亞鯊魚灣至昆士蘭摩頓灣，深度1-24公尺，本魚體側扁呈卵形，尾柄細長，眼大，吻圓鈍，無脂性眼瞼，下頜稍突出，腹鰭較小，位於近胸處，背鰭硬棘4-5枚、背鰭軟條9-11枚、臀鰭硬棘3枚、臀鰭軟條16-18枚，體長可達28公分。棲息在珊瑚礁區，屬夜行性魚類，屬肉食性，生活習性不明。

## 扩展阅读
維基物種上的相關：叉形擬金眼鯛